# Башня грифонов
«Ба́шня грифо́нов» («Цифровая башня») — остаток кирпичной трубы котельной, расположенный на 7-й линии Васильевского острова во дворе одной из старейших аптек Санкт-Петербурга (дом № 18), с 1858 года принадлежавшей Вильгельму Пелю (1820—1903) и его сыновьям. Объект культурного наследия регионального значения. Двор посещают люди, которые верят, что башня может исполнять их желания.

## История и описание
Необычный вид и архитектурная изысканность этой дымовой трубы делают её похожей на башню замка, как будто спрятанную от посторонних глаз внутри двора-колодца, что в сочетании с неординарностью личности самого аптекаря Вильгельма Пеля породило вокруг неё немало легенд романтического и мистического свойства. По наиболее распространённой версии, башня была создана при перестройке Пелем своей аптеки во второй половине XIX века. В аптеке располагались мастерские по изготовлению лекарств и доходный дом, а «башня» являлась трубой-вытяжкой химической лаборатории. Частым гостем Пеля был химик Дмитрий Менделеев. Примерная высота башни — 11 метров, диаметр — около 2 метров.
Художник Алексей Кострома 1 мая 1994 года при поддержке энтузиастов установил на башне гигантское яйцо в картонном гнезде и пронумеровал все кирпичи. Яйцо неоднократно сбрасывали, но его возвращали обратно на место, сейчас яйцо утеряно. Неизвестные лица продолжают разрисовывать башню цифрами.

## Городские легенды
Согласно городской легенде, секреты аптекаря Пеля охраняли грифоны, ютившиеся на башне. Туристам рассказывают, что аптекарь Пель якобы держал в башне тайную лабораторию, в которой пытался преобразовать ртуть в золото, и не только преуспел в этом, но заодно нашёл и «формулу счастья». Бытует мнение, что башня радикально меняет судьбы людей в лучшую сторону, так как некоторые жители соседних домов якобы внезапно становились богатыми и успешными.
Другая легенда гласит, что башню охраняют невидимые грифоны, которые боятся солнечного света, а по ночам летают над городом; они будто бы продолжают охранять тайную лабораторию Пеля и его формулу счастья.

## Угрозы

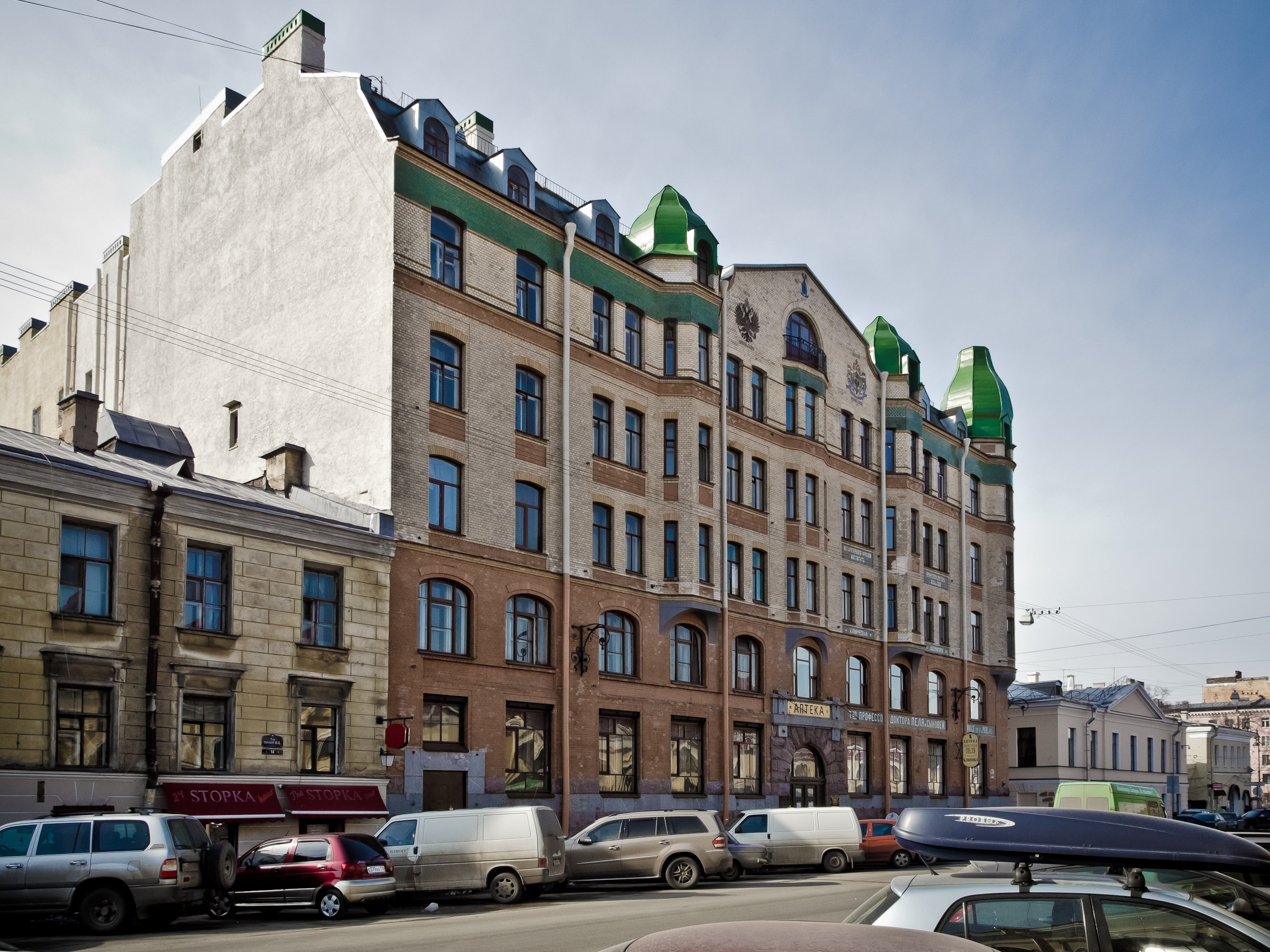
Бывшая аптека Пеля и сыновей

В 2009 году башня была отреставрирована. Растущая известность башни привлекла во двор туристов, которые создавали круглосуточный шум и неблагоприятную обстановку для проживания в близлежащих квартирах. Некоторые из посетителей вели себя неадекватно, кричали и совершали акты вандализма. Из-за этого в 2010 году жильцы установили преграду для доступа во двор и даже потребовали снести башню. Среди жителей квартала прошло голосование, 78,9 % высказались за снос башни, чтобы освободить место для парковки.
Новость о предстоящем сносе башни взволновала общественность города. Позже Администрация Санкт-Петербурга опровергла слухи о сносе и сообщила, что башня являлась выявленным памятником культурного наследия (по состоянию на 2010 год). Так как основными противниками сохранения башни были пенсионеры, журналисты стали писать, что «злые бабушки» и были теми самыми грифонами, которые хранили тайную формулу счастья, открытую Пелем.